# 7-й военный округ (вермахт)
7-й корпусной округ (нем. Wehrkreis VII) — военный округ вермахта. Образован на основе 7-го дивизионного округа рейхсвера 1 октября 1934 г., центр — Мюнхен. Подчинялся 3-му армейскому командованию с центром в Дрездене. Первоначально охватывал всю территорию Баварии. Первые соединения 7-го округа были созданы путём развёртывания 7-й пехотной дивизии рейхсвера — 7-я, 10-я и 17-я пехотные дивизии. В 1937 году северная часть Баварии отошла к вновь сформированному 13-у корпусному округу вместе с 10-й и 17-й дивизиями. В 1935—1939 гг. округ контролировал две пехотных дивизии — (7-ю и вновь созданную 27-ю). Командованию округа подчинялась единственная инспекция комплектования в Мюнхене. В связи с оккупацией Австрии и Судетским кризисом 1938 г. из штаба округа был выделен штаб 7-го армейского корпуса, по их окончании разделение упразднено. В августе 1939 при подготовке вторжения в Польшу управление округа и корпуса вновь разделено. В годы Второй мировой войны округ подготовил около двадцати дивизий для вермахта. Прекратил существование после занятия Баварии американскими и французскими войсками в мае1945 г.

## Командующие
- Генерал артиллерии Вальтер фон Райхенау (с 1 октября 1935 г.)
- Генерал пехоты Ойген Риттер фон Шоберт (с 4 февраля 1938 г.)
- Генерал артиллерии Эдмунд Вахенфельд (после разделения штабов округа и корпуса в августе 1939 г.)
- Генерал пехоты Карл Крибель (с 1 марта 1943 г.)
- Генерал-лейтенант Генрих Грайнер (с 12 апреля 1945 г.)